# Parc de la Villette w Paryżu
Parc de la Villette – park na granicy XIX dzielnicy Paryża i przedmieścia Seine-Saint-Denis. W jego centrum znajduje się Cité des Sciences et de l’Industrie (Muzeum "Miasto Nauki i Przemysłu"), wokół którego znajduje się kilkanaście innych obiektów kulturalno-rozrywkowych.
Park ten jest zlokalizowany na terenie dawnej paryskiej rzeźni i targu zwierząt. Został zaprojektowany przez szwajcarskiego architekta dekonstruktywizmu Bernarda Tschumi. Park zajmuje 55 hektarów. Został otwarty w 1987.
W parku znajdują się:
- muzeum nauki i przemysłu (Cité des sciences et de l'industrie),
- sala koncertowa (Zenith),
- pawilon wystawowy (Grande Halle),
- centrum muzyczne (Cité de la musique)
- Paryskie Konserwatorium Muzyczne (Conservatoire de Paris)
- Centrum wystawienniczo-handlowe (Grande halle de La Villette)

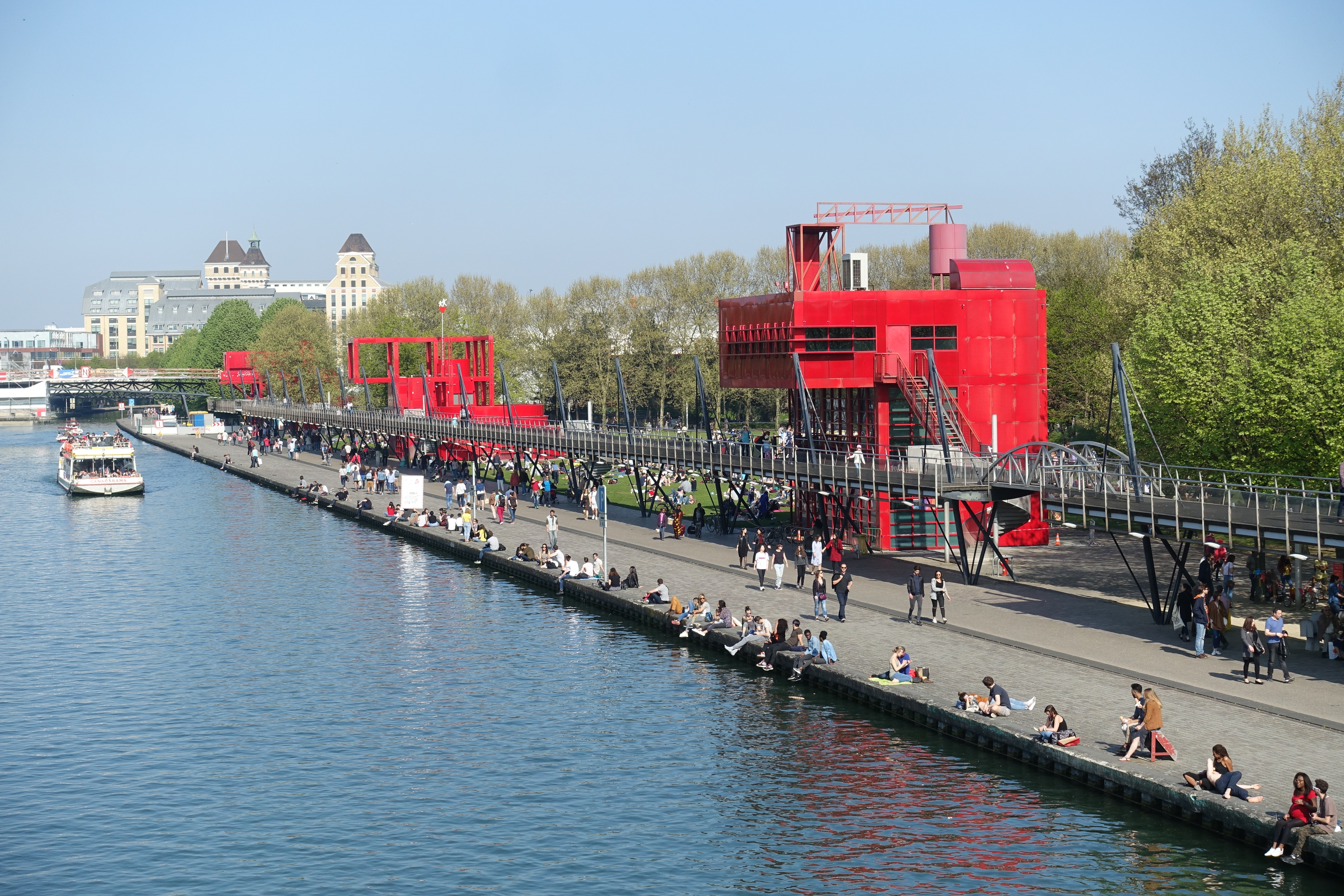
W parku jest 26 czerwonych pawilonów

- kino panoramiczne (La Géode),
- okręt podwodny (L'Argonaute).
- obszerny plac zabaw dla dzieci.

## Dojazd
Do parku najłatwiej dojechać metrem (stacja Porte de la Villette) lub autobusami linii 75, 139, 150, 152, 249, PC